# Kazuo Mori
Kazuo Mori (森一生, Mori Kazuo, parfois orthographié Issei Mori), né le 15 janvier 1911 et mort le 29 juin 1989, est un réalisateur japonais.

## Biographie
Kazuo Mori est né à Matsuyama dans la préfecture d'Ehime, il fait des études de lettres à l'université impériale de Kyoto. Diplômé en 1933, il rejoint le studio Uzumasa de la Nikkatsu. Sa carrière est liée à celle du producteur Masaichi Nagata, il le suit à la Daiichi Eiga où il travaille notamment comme assistant réalisateur de Kenji Mizoguchi sur Les Sœurs de Gion (1936),, puis à la Shinkō Kinema où il réalise son premier film, Voyage vers la vengeance (1936).
En janvier 1942, dans le cadre de la réorganisation de l'industrie du cinéma menée par le gouvernement militaire japonais, la Shinkō Kinema est fusionnée avec la Daito (ja) et le bras de production de la Nikkatsu pour former la Daiei avec toujours Masaichi Nagata à sa tête. Mobilisé en 1942, Kazuo Mori est envoyé combattre sur le front chinois. Après la Seconde Guerre mondiale, il devient l'un des principaux artisans du cinéma de genre de la Daiei avec laquelle il reste fidèle jusqu'à son dépôt de bilan en 1971. Il réalise principalement des films de samouraïs mettant en vedette des acteurs tels que Raizō Ichikawa, Kazuo Hasegawa et Shintarō Katsu. Il termine sa carrière en travaillant pour la télévision jusqu'aux débuts des années 1980.
Kazuo Mori a réalisé 130 films entre 1936 et 1972. Le MOMAT lui consacre une large rétrospective reprenant 33 de ses films en 2011 à l'occasion du centenaire de sa naissance.

## Filmographie

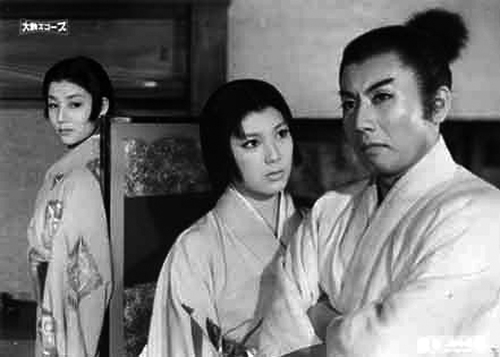
Kyōko Aoyama, Atsuko Kindaichi et Raizō Ichikawa VIII dans Nobunaga dans sa jeunesse (1959).

Sauf indication contraire, la filmographie de Kazuo Mori est établie à partir de la base de données JMDb.

### Années 1930
- 1936 : Les Sœurs de Gion (祇園の姉妹, Gion no kyōdai?) de Kenji Mizoguchi (assistant réalisateur)
- 1936 : Voyage vers la vengeance (仇討膝栗毛, Adauchi hizakurige?)
- 1937 : Yūten Kichimatsu (祐天吉松?)
- 1937 : Okano Kin'emon (岡野金右衛門?)
- 1937 : Genroku jūrokunen (元禄十六年?)
- 1938 : Miyamoto Musashi (宮本武蔵?)
- 1938 : Ninjutsu Sekigahara: Sarutobi Sasuke (忍術関ケ原 猿飛佐助?)
- 1938 : Kaibyō sekiheki daimyōjin (怪猫赤壁大明神?)
- 1939 : Nishikie Edo sugata: Hatamoto to machiyakko (錦絵江戸姿 旗本と町奴?)
- 1939 : Yoshino kinnōtō (吉野勤王党?)
- 1939 : Oisemairi (お伊勢詣り?)
- 1939 : Konpirabune (金毘羅船?)
- 1939 : Oniazami (鬼あざみ?)

### Années 1940
- 1940 : Kondō Isami (近藤勇?)
- 1940 : Zoku awa tanuki gassen (続阿波狸合戦?)
- 1940 : Oyakodori (親子鳥?)
- 1941 : Tsumi naki machi (罪なき町?)
- 1941 : Fūfu daiko (夫婦太鼓?)
- 1942 : Ōmura Masujirō (大村益次郎?)
- 1942 : Ōsaka chōnin (大阪町人?)
- 1942 : Trois générations de Sakazuki (三代の盃, Sandai no Sakazuki?)
- 1946 : Tebukuro o nugasu otoko (手袋を脱がす男?)
- 1946 : Yari odori gojūsantsugi (槍おどり五十三次?)
- 1947 : Femmes policiers (婦人警察官, Fujin keisatsukan?)
- 1947 : Ryūkoden (龍虎伝?)
- 1947 : Seikatsu no ki (生活の樹?)
- 1948 : Oshidori gasa (おしどり笠?)
- 1948 : Yamaneko reijō (山猫令嬢?)
- 1948 : Nerawareta onna (狙われた女?)
- 1948 : Koku'un kaidō (黒雲街道?) coréalisé avec Sadatsugu Matsuda
- 1949 : Kōren bosatsu (紅蓮菩薩?)
- 1949 : Chikagai no dankon (地下街の弾痕?)
- 1949 : Watashi no na wa jōfu (わたしの名は情婦?)
- 1949 : Un couple au septième ciel (エノケン・笠置の極楽夫婦, Enoken Kasagi no Gokuraku fūfu?)

### Années 1950
- 1950 : Tsukinode fune (月の出船?)
- 1950 : Watashi wa nerawarete iru (私は狙われている?)
- 1950 : Arufujin kai no kokuhaku (ある婦人科医の告白?)
- 1950 : Minami no bara (南の薔薇?)
- 1950 : Gorotsuki bune (ごろつき船?)
- 1951 : Ashura hangan (阿修羅判官?)
- 1951 : Zenigata Heiji (銭形平次?)
- 1951 : Hana aru dotō (花ある怒濤?)
- 1951 : Ōmagatsuji no kettō (逢魔が辻の決闘?)
- 1952 : La Vendetta d'un samouraï : duel au coin de Kagiya (荒木又右衛門 決闘鍵屋の辻, Araki Mataemon: Kettō Kagiya no tsuji?)
- 1952 : Zenigata Heiji torimono hikae: Jigoku no mon (銭形平次捕物控 地獄の門?)
- 1952 : Shin Yajikita dōchū (新やじきた道中?)
- 1952 : Koshinuke Ganryūjima (腰抜け巌流島?)
- 1953 : Zenigata Heiji torimono hikae: Karakuri yashiki (銭形平次捕物控 からくり屋敷?)
- 1953 : Ehon Sarutobi Sasuke (絵本猿飛佐助?)
- 1953 : Hana no kōdōkan (花の講道館?)
- 1953 : Irezumi satsujin jiken (刺青殺人事件?)
- 1953 : Zenigata Heiji torimono hikae: Kin'iro no ōkami (銭形平次捕物控 金色の狼?)
- 1954 : Koina no Ginpei (鯉名の銀平?)
- 1954 : Yoidore nitōryū (酔いどれ二刀流?)
- 1954 : Shirazu no Yatarō (知らずの弥太郎?)
- 1954 : Midori no nakama (緑の仲間?)
- 1955 : Hotaru no hikari (螢の光?)
- 1955 : Hanazakari otoko ichidai (花ざかり男一代?)
- 1955 : Fūsetsu kōdōkan (風雪講道館?)
- 1955 : L'Amour de Tojuro (藤十郎の恋, Tōjūrō no koi?)[7]
- 1955 : Nagasaki no yoru (長崎の夜?)
- 1955 : Ore wa Tōkichirō (俺は藤吉郎?)
- 1956 : Marason samurai (まらそん侍?)
- 1956 : Keijibeya (刑事部屋?)
- 1956 : Zenigata Heiji torimono hikae: Hitohada kumo (銭形平次捕物控 人肌蜘蛛?)
- 1956 : Abare tobi (あばれ鳶?)
- 1957 : La Porte Sujaku (朱雀門, Suzaku-mon?)[8]
- 1957 : Yatarō gasa (弥太郎笠?)
- 1957 : Mangorō tengu (万五郎天狗?)
- 1957 : Inazuma kaidō (稲妻街道?)
- 1957 : Les Secrets de la guerre russo-japonaise : 300 miles en territoire ennemi (日露戦争勝利の秘史 敵中横断三百里, Nichiro sensō shōri no hishi: Tekichū ōdan sanbyaku-ri?)
- 1958 : Akadō Suzunosuke: Mitsume no chōjin (赤胴鈴之助 三つ目の鳥人?)
- 1958 : Nanabanme no misshi (七番目の密使?)
- 1958 : Hitohada kujaku (人肌孔雀?)
- 1959 : Hitohada botan (人肌牡丹?)
- 1959 : Nobunaga dans sa jeunesse (若き日の信長, Wakaki hi no Nobunaga?)[9]
- 1959 : Jirōchō Fuji (次郎長富士?)
- 1959 : Chronique des cerisiers pâles (薄桜記, Hakuōki?)[10]

### Années 1960
- 1960 : Nuregami kenka tabi (濡れ髪喧嘩旅?)
- 1960 : Zoku Jirōchō Fuji (続次郎長富士?)
- 1960 : Le Masseur Shiranui (不知火検校, Shiranui kengyō?)[11]
- 1960 : Tadanao kyō gyōjōki (忠直卿行状記?)
- 1961 : Kaze to kumo to toride (風と雲と砦?)
- 1961 : Okesa utaeba (おけさ唄えば?)
- 1961 : Daibosatsu tōge: Kanketsu hen (大菩薩峠 完結篇?)[12]
- 1961 : Kaidan kakuidori (怪談蚊喰鳥?)
- 1961 : Le Nouveau roman de Genji (新源氏物語, Shin Genji monogatari?)[13]
- 1962 : Keshin (化身?)
- 1962 : Trois générations de Sakazuki (三代の盃, Sandai no Sakazuki?) (remake du film de 1942)
- 1962 : Shin akumyō (新悪名?)
- 1962 : Edo e hyakunanajūri (江戸へ百七十里?)
- 1962 : La Légende de Zatoïchi : Le Secret (続・座頭市物語, Zoku Zatōichi monogatari?)
- 1962 : Yōki na tonosama (陽気な殿様?)
- 1963 : Yaburegasa-chō-an (破れ傘長庵?)
- 1963 : Akumyō ichiba (悪名市場?)
- 1963 : Ten'yawan'ya Jirōchō dōchū (てんやわんや次郎長道中?)
- 1963 : Akumyō habota (悪名市場?)
- 1963 : Shin shinobi no mono (新・忍びの者?)
- 1964 : Dokonjō monogatari : Zubutoi yatsu (ど根性物語 図太い奴?)
- 1964 : Kinō kieta otoko (昨日消えた男?)
- 1964 : Suruga yūkyōden: Toba arashi (駿河遊侠伝 賭場荒し?)
- 1964 : Akumyō daiko (悪名太鼓?)
- 1964 : Bakuto zamurai (博徒ざむらい?)
- 1965 : Suruga yūkyōden: Dokyō garasu (駿河遊侠伝 度胸がらす?)
- 1965 : Abare inu (暴れ犬?)
- 1965 : Shinobi no mono : Iga-yashiki (忍びの者 伊賀屋敷?)
- 1965 : La Légende de Zatoïchi : Le Maudit (座頭市逆手斬り, Zatōichi sakate giri?)
- 1965 : Hondara kenpō (ほんだら剣法?)
- 1966 : Shinobi no mono: Shin Kirigakure Saizō (忍びの者 新・霧隠才蔵?)
- 1966 : Hondara torimonochō (ほんだら捕物帖?)
- 1966 : Heitai yakuza datsugoku (兵隊やくざ 脱獄?)
- 1966 : Rikugun Nakano gakkō: Kumoichigō shirei (陸軍中野学校 雲一号指令?)
- 1966 : Le Combat final de Majin (大魔神逆襲, Daimajin gyakushū?)
- 1967 : Ano shisōsha o nerae (あの試走車を狙え?)
- 1967 : Le Silencieux (ある殺し屋, Aru koroshiya?)[14]
- 1967 : Waka oyabun kyōjō tabi (若親分兇状旅?)
- 1967 : Aru koroshiya no kagi (ある殺し屋の鍵?)
- 1968 : Akumyō jūhachiban (悪名十八番?)
- 1968 : Teppō denraiki (鉄砲伝来記?)
- 1968 : Hiroku onnagura (秘録おんな蔵?)
- 1969 : Shutsugoku yonjū hachi jikan (出獄四十八時間?)
- 1969 : Kantō onna gokudō (関東おんな極道?)
- 1969 : Kantō onna akumyō (関東おんな悪名?)
- 1969 : Contes fantastiques de Yotsuya : le fantôme d'Oiwa (四谷怪談 お岩の亡霊, Yotsuya kaidan: Oiwa no borei?)[15]
- 1969 : Nemuri Kyōshirō: Engetsu sappō (眠狂四郎円月殺法?)

### Années 1970
- 1970 : Shinobi no shū (忍びの衆?)
- 1970 : Abuku zeni (あぶく銭?)
- 1970 : Minagoroshi no sukyatto (皆殺しのスキャット?)
- 1971 : Kodokan - salle de judo de ma jeunesse (若き日の講道館, Wakaki hi no kōdōkan?)[16]
- 1972 : La Légende de Zatoïchi : Voyage à Shiobara (座頭市御用旅, Zatōichi goyō-tabi?)

## Récompenses et distinctions
- 1957 : prix du meilleur film à l'Asia-Pacific Film Festival pour La Porte Sujaku